# Ioan Niculae
Ioan Niculae (n. 19 iulie 1954, Buturugeni, România) este un om de afaceri din România.

## Prezentare
Deține grupul de firme InterAgro, cu afaceri de 1,3 miliarde Euro în 2007
și este patronul echipei de fotbal Astra Giurgiu din anul 1996.
Ioan Niculae administrează aproximativ 50.000 hectare de teren agricol, fiind unul dintre cei mai mari cultivatori de cereale din România.
InterAgro are o capacitate de stocare a cerealelor de 700.000 de tone în silozuri, la care se adaugă alte 450.000 de tone în magazii.
Niculae are și 170 hectare de vie, anul 2008 fiind primul an de recoltă.
Valoarea totală a investițiilor realizate, după 2004, de Niculae în agricultură se ridică la peste 100 milioane euro.
Conform afirmațiilor ziarului Ziua, Ioan Niculae ar fi fost ofițer al Securității.
În topul revistei Forbes pe 2010, el ocupă locul 880,
fiind al treilea român care intră în topul acestei reviste de specialitate după Dinu Patriciu și Ion Țiriac.

## Biografie
A studiat la Școala de ofițeri de miliție și securitate de la Băneasa și a fost ofițer de securitate timp de patru ani. A lucrat la Întrepriderea de comerț exterior în anii 80 în sectorul export îngrășăminte chimice. A intrat în afaceri după 1990 înființând, împreună cu un partener turc, o companie care făcea comerț cu produse chimice - Interaction.
În 1995 a înființat compania Interagro, ca societate mixtă româno-engleză.
A achiziționat pachetul majoritar 51% din acțiuni la rafinăria Astra Română Ploiești, pentru 16 milioane de dolari.
În anul 1998 a participat la majorarea capitalului social al Asirom, investind 21 de milioane de dolari.
În anul 2007, a ieșit din acționariatul Asirom, primind 86 milioane de dolari pentru acțiunile vândute. Din 1996 el este patronul echipei de fotbal Astra Ploiești (Astra Giurgiu).

## Controverse
De-a lungul timpului afacerile lui Niculae au fost de multe ori puse sub semnul întrebării, mai ales cele din industria petrolieră, dar omul de afaceri a negat toate acuzațiile.
Același lucru s-a întâmplat și în cazul fabricilor de țigarete despre care unele voci spun că Niculae le-ar fi pus pe butuci.
Galaxy Tobbaco, una dintre companiile sale a prejudiciat bugetul de stat cu aproximativ patru milioane de euro, prin neplata accizelor pentru 130 de tone de tutun vândut către unele societăți, după cum scria presa din acea vreme.
La 2 aprilie 2015 a fost condamnat definitiv la doi ani și jumătate de închisoare în dosarul „Mită la PSD” pentru finanțarea ilegală a campaniei electorale din 2009 a lui Mircea Geoană.
În 2021 a fost condamnat la cinci ani de închisoare cu executare în dosarul „Interagro” pentru corupție.
Pe 9 iunie 2017 Ioan Niculae a fost trimis in judecata de DIICOT alături de Adriean Videanu. Pe 29 mai 2024 Înalta Curte de Casație și Justiție l-a achitat pe Ioan Niculae în acest dosar.